# Cossus Cornelius Lentulus (Konsul 60)
Cossus Cornelius Lentulus war ein Politiker und Senator der römischen Kaiserzeit. Er war ein Sohn des Konsuls des Jahres 25, Cossus Cornelius Lentulus. Im Jahr 60 war er neben Kaiser Nero ordentlicher Konsul.